# Josia ligata
Josia ligata är en fjärilsart som beskrevs av Walker 1864. Josia ligata ingår i släktet Josia och familjen tandspinnare. Inga underarter finns listade i Catalogue of Life.